# Höhmühlbach
Höhmühlbach ist der kleinere von zwei Ortsteilen der Ortsgemeinde Rieschweiler-Mühlbach im Landkreis Südwestpfalz in Rheinland-Pfalz. Bis 1969 war er eine selbständige Gemeinde.

## Lage
Höhmühlbach befindet sich auf der Westricher Hochfläche im östlichen Gemeindegebiet. Er liegt im Schwarzbachtal. Der namensgebende Fluss verläuft in Ost-West-Richtung unmittelbar nördlich des Siedlungsgebiets. Nordwestlich der Bebauung befindet sich mit der Dicken Eiche außerdem ein Naturdenkmal. Einen Kilometer nordwestlich von Höhmühlbach befindet sich der Nachbarort Rieschweiler.

## Geschichte
Der Ort entstand im frühen Mittelalter. Bis Ende des 18. Jahrhunderts gehörte Höhmühlbach zu Pfalz-Zweibrücken. Von 1798 bis 1814, als die Pfalz Teil der Französischen Republik (bis 1804) und anschließend Teil des Napoleonischen Kaiserreichs war, war der Ort – damals Hochmühlbach genannt – in den Kanton Pirmasens eingegliedert und unterstand der Mairie Ninschweiler. 1815 hatte der Ort 160 Einwohner. Im selben Jahr wurde der Ort Österreich zugeschlagen. Bereits ein Jahr später wechselte der Ort wie die gesamte Pfalz in das Königreich Bayern. Von 1818 bis 1862 gehörte er dem Landkommissariat Pirmasens an; aus diesem ging das Bezirksamt Pirmasens hervor.
1928 hatte Höhmühlbach 513 Einwohner, die in 49 Wohngebäuden lebten. Sowohl die Katholiken als auch die Protestanten gehörten seinerzeit zur Pfarrei Nünschweiler. Ab 1938 war der Ort Bestandteil des Landkreises Pirmasens. Nach dem Zweiten Weltkrieg wurde Höhmühlbach innerhalb der französischen Besatzungszone Teil des damals neu gebildeten Landes Rheinland-Pfalz. Im Zuge der ersten rheinland-pfälzischen Verwaltungsreform wurde Höhmühlbach am 7. Juni 1969 mit der Nachbargemeinde Rieschweiler zur neuen Ortsgemeinde Rieschweiler-Mühlbach zusammengelegt; damit einhergehend wechselte der Ort in den Landkreis Zweibrücken. Mit dessen Auflösung drei Jahre später fiel der Ort erneut an den Landkreis Pirmasens, der 1997 in Landkreis Südwestpfalz umbenannt wurde.

## Kultur
In Höhmühlbach gibt es ein Kriegerdenkmal, dessen Figur eines liegenden, toten Soldaten, der berühmten Skulptur Bernhard Bleekers im Hofgarten-Kriegerdenkmal, vor der Bayerischen Staatskanzlei in München nachempfunden ist. Die Münchner Originalfigur aus Marmor befindet sich seit 1972 im Bayerischen Armeemuseum zu Ingolstadt und wurde durch einen Bronzeabguss ersetzt. Mit besagtem Kriegerdenkmal, der Rieschweilermühle, der evangelischen Kirche und einem Wohnhaus in der Pirmasenser Straße stehen vor Ort vier Objekte unter Denkmalschutz.

## Verkehr und Infrastruktur
Höhmühlbach besitzt einen Haltepunkt an der Bahnstrecke Landau–Rohrbach, der sich am nördlichen Siedlungsrand befindet. Er entstand nach dem Zweiten Weltkrieg und wurde in den Jahren 2008–2009 ausgebaut. Hiermit war ein 55 Zentimeter hoher Bahnsteig sowie ein Wartehäuschen verbunden. Es bestehen stündliche Verbindungen nach Pirmasens im Osten sowie nach Zweibrücken, Sankt Ingbert und Saarbrücken im Westen. Zuvor war seit 1875 der Bahnhof Rieschweiler der nächstgelegene Zughalt. Nördlich des Siedlungsgebiets verläuft in Ost-West-Richtung zudem die Landesstraße 477.
Nach dem Zweiten Weltkrieg war der Ort außerdem Bestandteil der inzwischen aufgelösten Pirmasens Military Community. Zudem ist hier ein Tragkraftspritzenfahrzeug der Gemeindefeuerwehr stationiert. Außerdem befindet sich in Höhmühlbach ein Kindergarten. Mit dem SV Rot-Weiss 1930 Höhmühlbach existiert ferner ein Fußballverein. Zeitweise gab es vor Ort eine protestantische Schule.